# Ивановка (Богодуховский район)
Ивановка (укр. Іванівка) — село,
Ульяновский сельский совет,
Богодуховский район,
Харьковская область, Украина.
Код КОАТУУ — 6320888306. Население по переписи 2001 г. составляет 192 человека.

## Географическое положение
Село Ивановка находится на левом берегу реки Рябинка. Ниже по течению в 2-х км возле села Воскресеновка плотина, которая образует Воскресеньевское водохранилище.
Рядом с селом балка Попов Яр в которой сделана запруда.
В 1-м км расположено село Ульяновка.

## История
- 1997 — отделение от села Ульяновка.